# Samuel Coster

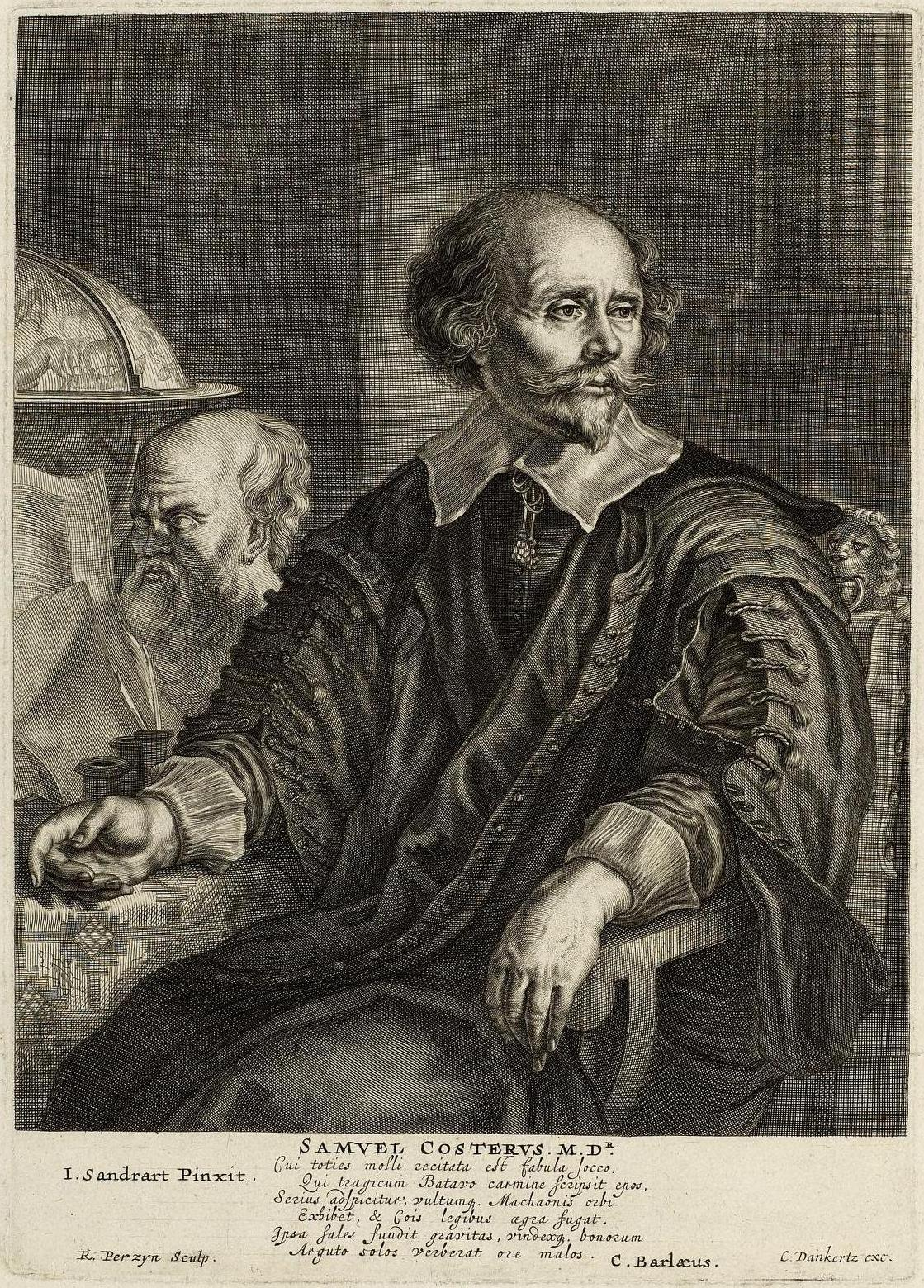
Samuel Coster (1579-1665) gravat de Reinier van Persijn

Samuel Coster (Amsterdam, el 16 de setembre 1579 - 1665) va ser un dramaturg neerlandès.

## Obra dramàtica
- Iphigenia (1617), tragèdia[3]
- Polyxena (1619), tragèdia
- Isabella (1619), tragèdia[4]
- Ithys (1643), tragèdia